# خوان کارلوس بالاگیر
خوان کارلوس بالاگیر (انگلیسی: Juan Carlos Balaguer؛ زادهٔ ۶ مهٔ ۱۹۶۶) بازیکن فوتبال اهل اسپانیا است.
از باشگاه‌هایی که در آن بازی کرده‌است می‌توان به باشگاه فوتبال لوانته، باشگاه فوتبال آلباسته بالومپیه، و باشگاه فوتبال رئال مورسیا اشاره کرد.

## حرفه فوتبال
بالاگیر فوتبال را در آکادمی جوانان باشگاه لوانته آغاز کرد و سپس به تیم دوم این باشگاه (لوانته بی) پیوست. او در ادامه برای تیم اصلی لوانته در لالیگا نیز بازی کرده است.

## سبک بازی
او به عنوان یک دروازه‌بان، با واکنش‌های سریع، کنترل خوب توپ و توانایی در مهار پنالتی‌ها شناخته می‌شود.